# David Davidjan
David Rudikovič Davidjan (in russo Давид Рудикович Давидян?; in armeno Դավիթ Ռուդիկի Դավտյան?; Nižnij Novgorod, 14 dicembre 1997) è un calciatore armeno con cittadinanza russa, centrocampista del Rotor.

## Carriera

### Club
Debutta in Prem'er-Liga l'8 agosto 2021 con la maglia del Chimki in occasione dell'incontro pareggiato 1-1 contro il Rostov.

### Nazionale
Nel 2023 ha esordito nella nazionale armena.

## Statistiche

### Presenze e reti nei club
Statistiche aggiornate al 27 novembre 2021.
| Stagione        | Squadra          | Campionato      | Campionato | Campionato | Coppe nazionali | Coppe nazionali | Coppe nazionali | Coppe continentali | Coppe continentali | Coppe continentali | Altre coppe | Altre coppe | Altre coppe | Totale | Totale |
| Stagione        | Squadra          | Comp            | Pres       | Reti       | Comp            | Pres            | Reti            | Comp               | Pres               | Reti               | Comp        | Pres        | Reti        | Pres   | Reti   |
| --------------- | ---------------- | --------------- | ---------- | ---------- | --------------- | --------------- | --------------- | ------------------ | ------------------ | ------------------ | ----------- | ----------- | ----------- | ------ | ------ |
| 2016-2017       | Nosta Novotroick | 2D              | 22         | 2          | CR              | 1               | 0               |                    | -                  | -                  |             | -           | -           | 23     | 2      |
| 2017-2018       | Ararat Mosca     | 2D              | 12         | 4          | CR              | 2               | 0               |                    | -                  | -                  |             | -           | -           | 14     | 4      |
| 2018-2019       | Ararat-Armenia   | BC              | 3          | 0          | CA              | 0               | 0               |                    | -                  | -                  |             | -           | -           | 3      | 0      |
| 2019-2020       | Ararat           | BC              | 19         | 1          | CA              | 1               | 0               | UCL                | 0                  | 0                  |             | -           | -           | 20     | 1      |
| 2020-2021       | Alaškert         | BC              | 19         | 5          | CA              | 7               | 2               | UEL                | 0                  | 0                  |             | -           | -           | 26     | 7      |
| 2021-2022       | Alaškert         | BC              | 0          | 0          | CA              | 0               | 0               | UECL               | 4                  | 0                  |             | -           | -           | 0      | 0      |
| 2021-2022       | Chimki           | PL              | 4          | 0          | CR              | 1               | 0               |                    | -                  | -                  |             | -           | -           | 5      | 0      |
| Totale carriera | Totale carriera  | Totale carriera | 79         | 12         |                 | 12              | 2               |                    | 4                  | 0                  |             | -           | -           | 95     | 14     |

## Palmarès

### Club

#### Competizioni nazionali
- Campionato armeno: 2

Alaškert: 2020-2021
P'yownik: 2023-2024
- Supercoppa d'Armenia: 1

Alaškert: 2021